# Ardisia yatesii
Ardisia yatesii är en viveväxtart som beskrevs av Elmer Drew Merrill. Ardisia yatesii ingår i släktet Ardisia och familjen viveväxter. Inga underarter finns listade i Catalogue of Life.